# 長野通藤
長野 通藤（ながの みちふじ）は、戦国時代の武士。長野工藤氏13代当主。

## 略歴
文明10年（1478年）、12代当主・長野藤直の嫡男として誕生。
永正11年（1514年）、父の死去により家督を継いで13代当主となる。享禄3年（1530年）6月6日に死去。享年53。
跡を子・稙藤が継いだ。